# Jorge Carlos Patrón Wong

Wappen von Jorge Carlos Patron Wong

Jorge Carlos Patrón Wong (* 3. Januar 1958 in Mérida, Bundesstaat Yucatán) ist ein mexikanischer Geistlicher und römisch-katholischer Erzbischof von Jalapa.

## Leben
Jorge Carlos Patrón Wong empfing am 12. Januar 1988 das Sakrament der Priesterweihe für das Erzbistum Yucatán.
Am 15. Oktober 2009 ernannte ihn Papst Benedikt XVI. zum Koadjutorbischof von Papantla. Der Apostolische Nuntius in Mexiko, Erzbischof Christophe Pierre, spendete ihm am 15. Dezember desselben Jahres die Bischofsweihe; Mitkonsekratoren waren der Erzbischof von Yucatán, Emilio Carlos Berlie Belaunzarán, und der Erzbischof von Jalapa, Hipólito Reyes Larios. Am 2. Mai 2012 wurde Jorge Carlos Patrón Wong in Nachfolge von Lorenzo Cárdenas Aregullín, der aus Altersgründen zurücktrat, Bischof von Papantla.
Am 21. September 2013 berief ihn Papst Franziskus als Sekretär für die Priesterseminare an die Kongregation für den Klerus. Zudem verlieh er ihm den persönlichen Titel eines Erzbischofs. Im Januar 2019 entsandte ihn Papst Franziskus als Apostolischen Visitator nach Chile ins Erzbistum Puerto Montt.
Am 8. Dezember 2021 ernannte ihn Papst Franziskus zum Erzbischof von Jalapa. Die Amtseinführung erfolgte am 8. Februar 2022. Am 1. Juni 2022 berief ihn Papst Franziskus zudem zum Mitglied der Kongregation für den Gottesdienst und die Sakramentenordnung.